# Sultnatjärnen
Sultnatjärnen är en sjö i Ovanåkers kommun i Hälsingland och ingår i Dalälvens huvudavrinningsområde. Sjön har en area på 0,0925 kvadratkilometer och ligger 276,4 meter över havet.

## Delavrinningsområde
Sultnatjärnen ingår i det delavrinningsområde (678877-148892) som SMHI kallar för Utloppet av Dalkarlsaspen. Medelhöjden är 250 meter över havet och ytan är 22,03 kvadratkilometer. Räknas de 13 avrinningsområdena uppströms in blir den ackumulerade arean 122,97 kvadratkilometer. Oxnäsån som avvattnar avrinningsområdet har biflödesordning 3, vilket innebär att vattnet flödar genom totalt 3 vattendrag innan det når havet efter 307 kilometer. Avrinningsområdet består mestadels av skog (55 procent) och sankmarker (12 procent). Avrinningsområdet har 4,21 kvadratkilometer vattenytor vilket ger det en sjöprocent på 19,1 procent.